# Türkische Familiennamen
Die heutigen türkischen Familiennamen sind auf die Nachnamenreform vom 21. Juni 1934 zurückzuführen, wodurch mit dem Familiennamensgesetz in der Türkei Familiennamen eingeführt wurden.
Die Liste erhebt keinen Anspruch auf Vollständigkeit. Es sollen in der Regel nur Namen eingetragen werden, zu denen ein Namensartikel in dieser Wikipedia existiert.

## Familiennamengesetz
Aufgrund des neuen Gesetzes mussten sich alle Bewohner der Türkei ab Januar 1935 einen Nachnamen zulegen bzw. die örtliche Verwaltung wies ihnen einen Familiennamen zu. Vor dieser Reform existierten keine besonderen Familiennamen in der Türkei. Damaliger Präsident war Staatsgründer Kemal Atatürk.

## A
- Abacı = Textilhersteller oder -verkäufer
- Acar = stark, auch männlicher und weiblicher Vorname
- Açıkgöz = pfiffig, gerissen
- Adanır = berühmt, großartig, auch männlicher und weiblicher Vorname
- Ağaoğlu = Sohn des Ağa
- Akay = weißer Mond, auch männlicher und weiblicher Vorname
- Akbay = ein ehrlicher Reicher, auch männlicher Vorname
- Akbulut = weiße Wolke, auch männlicher Vorname
- Akça = weißlich, sehr weiß, auch männlicher und weiblicher Vorname
- Akçay = weißer Fluss, auch männlicher Vorname
- Akdoğan = der Gerfalke, auch männlicher Vorname
- Akgül = weiße Rose, auch weiblicher Vorname
- Akgün = Freudentag, auch männlicher Vorname
- Akın = Flut, Schwall, Angriff, auch männlicher Vorname
- Akkan = von untadeliger Herkunft, auch männlicher Vorname
- Akman = schöner Mensch / alter Mensch, auch männlicher Vorname
- Akpınar = reine Quelle, auch männlicher und weiblicher Vorname
- Aktaş = weißer Stein, auch männlicher Vorname
- Aktuna = eine stattliche, rechtschaffene Person, auch männlicher und weiblicher Vorname
- Aktürk = heller Türke, auch männlicher Vorname
- Akyel, auch männlicher Vorname
- Akyol = weißer (richtiger) Weg, auch männlicher Vorname
- Akyüz = eine aufrichtige Person, auch männlicher Vorname
- Albayrak = die Flagge der Türkei, auch männlicher Vorname
- Aldemir = Eisen im erhitzten Zustand, auch männlicher Vorname
- Alemdar = Fahnenträger, auch männlicher Vorname
- Alemdaroğlu = Sohn des Alemdar
- Alev  = Flamme, auch weiblicher Vorname
- Alican = erhabener Freund, auch männlicher Vorname
- Alıcı = empfindsam, gefühlvoll, sensibel, auch männlicher Vorname
- Alkan = blutrot, auch überwiegend männlicher Vorname
- Alkım = Regenbogen, auch männlicher und weiblicher Vorname
- Alpaslan = der heldenhafte Löwe, auch männlicher Vorname
- Alper = ein tapferer Mann, auch männlicher Vorname
- Altan = Gold, auch männlicher und weiblicher Vorname
- Altay = Altai (Gebirge in Russland, China und der Mongolei), auch männlicher Vorname
- Altınsoy = kostbar, wertvoll, auch männlicher Vorname
- Altuğ = roter Stab, auch männlicher Vorname
- Anlı = berühmt, bekannt, auch männlicher Vorname
- Aras = auch männlicher Vorname
- Arat = Mut, Kühnheit, auch männlicher Vorname
- Arık = auch männlicher Vorname
- Arıkan = reinen Blutes, auch männlicher Vorname
- Arslan = der Löwe, auch männlicher Vorname; siehe auch Alp Arslan (Sultan der Groß-Seldschuken)
- Aşkın = übersteigend, überragend, überlegen, auch männlicher und weiblicher Vorname
- Aslan = der Löwe, auch männlicher Vorname
- Aslanoğlu = Sohn des Aslan
- Atakan = das Ahnenblut, auch männlicher Vorname
- Ataman = (Stamm)Vater, Oberhaupt, Führer, auch männlicher Vorname
- Atasoy = jemand mit edlen Vorfahren, auch männlicher Vorname
- Ateş = Feuer, Eifer, auch männlicher Vorname
- Atılgan = aktiv, kontaktfreudig, draufgängerisch, auch männlicher Vorname
- Avcı = Jäger, auch männlicher Vorname
- Ay = Mond
- Aydın = licht, hell, auch männlicher und weiblicher Vorname
- Aydoğan = auch männlicher und weiblicher Vorname
- Aydoğdu = auch männlicher Vorname

## B
- Babacan = väterlich, freundlich, nett, sympathisch
- Balcı = Honighändler, Imker
- Baş = Kopf; Haupt, Oberhaupt
- Başak = Ähre, (Tierkreiszeichen) Jungfrau, auch weiblicher Vorname
- Başar = auch männlicher und weiblicher Vorname
- Başer = eine sehr bedeutende, wichtige Person, auch männlicher Vorname
- Başoğlu = Sohn des Baş
- Baştürk = Führer/Chef/Kopf der Türken, auch männlicher Vorname
- Baydar = einer der Kommandeure des alten türkischen Staates, auch männlicher Vorname
- Bayrak = Fahne, (türkische) Flagge, auch männlicher Vorname
- Bayraktar = Fahnenträger, auch männlicher Vorname
- Bayram = das Fest, auch männlicher Vorname
- Bayramoğlu = Sohn des Bayram
- Bayülken = edel(mütig), hochgestellt, erhaben, auch männlicher Vorname
- Bekiroğlu = Sohn des Bekir
- Berk = kräftig, stark, auch männlicher Vorname
- Bilge = weise, gelehrt, auch männlicher und weiblicher Vorname
- Bilgiç = gelehrt, belesen (u. a.), auch männlicher Vorname
- Bilgin = Gelehrter, Wissenschaftler, auch männlicher und weiblicher Vorname
- Bilmen = gelehrt, belesen, auch männlicher Vorname
- Birol = sei einzigartig, auch männlicher Vorname
- Bostancı = Gärtner
- Bozkurt = grauer Wolf
- Bulut = Wolke, auch männlicher Vorname
- Büyüktürk = großer Türke

## C
- Çakır = bläulich oder graublau, auch männlicher und weiblicher Vorname
- Çakıroğlu = Sohn des Çakır
- Çam = Kiefer; Föhre
- Can = die Seele, das Leben, auch männlicher und weiblicher Vorname
- Cansel = eine überschwängliche Person, auch männlicher und weiblicher Vorname
- Çapar = auch männlicher Vorname
- Çavuşoğlu = Sohn des Çavuş (Unteroffizier)
- Çelik = Stahl, auch männlicher Vorname
- Celil = groß, mächtig, erhaben, auch männlicher Vorname
- Cengiz = Dschingis Khan, auch männlicher Vorname
- Çetin = hart, auch männlicher Vorname
- Çetinkaya = Çetin + Kaya, auch männlicher Vorname
- Cevahir = auch männlicher und weiblicher Vorname
- Ceylan = Gazelle, auch weiblicher Vorname
- Çiçek = Blume, auch weiblicher Vorname
- Çiftçi = Bauer, auch männlicher Vorname
- Çil = Sommersprossen
- Çınar = Platane, auch männlicher und weiblicher Vorname
- Çoban = Hirt, Schäfer, auch männlicher Vorname
- Çolak = Person mit verkrüppeltem Arm oder verkrüppelter Hand, auch männlicher Vorname
- Coşkun = feurig, lebhaft; auch männlicher Vorname

## D
- Dağ = Berg, auch männlicher Vorname
- Dede = Dede Korkut (die Figur des türkischen Erzählzyklus Dede Korkut)
- Demir = Eisen, auch männlicher Vorname
- Demirağ = kräftig, stark, auch männlicher Vorname
- Demiray = kräftig, stark, mächtig, auch männlicher Vorname
- Demirbaş = der Älteste, auch männlicher Vorname
- Demircan = Demir + can, auch männlicher Vorname
- Demirci = Schmied
- Demirel = „Eisenhand“, auch männlicher Vorname
- Demirkan = Demir + kan, auch männlicher Vorname
- Demirtaş = Demir + taş, auch männlicher Vorname
- Deniz = das Meer, auch männlicher und weiblicher Vorname
- Dilmen = auch männlicher und weiblicher Vorname
- Dinçer = der kraftstrotzende Mann, auch männlicher Vorname
- Doğan = Falke, auch männlicher Vorname
- Doğu = Osten, auch männlicher und weiblicher Vorname
- Doruk = Gipfel, Höhepunkt, auch männlicher Vorname
- Duman = Nebel, Rauch, auch männlicher Vorname
- Durmaz = abgeleitet von dem Verb durmak
- Durmuş = stehengeblieben, auch männlicher Vorname
- Dursun = „Sei ihm ein langes Leben beschieden“, auch männlicher Vorname
- Dalbaş =  Unbekannter Türkischer Nachname.

## E
- Ece = Dame, auch weiblicher Vorname
- Efendioğlu = Sohn des Efendi
- Ekici = Pflanzer, Anbauer, Sämann
- Ekin = auch männlicher und weiblicher Vorname
- Ekinci = Bauer, Landwirt, auch männlicher Vorname
- Ekşi = sauer
- Elçi = Gesandter, Botschafter, auch männlicher Vorname
- Elçin = auch männlicher und weiblicher Vorname
- Eldem = auch männlicher und weiblicher Vorname
- Elmas = Diamant, auch weiblicher Vorname
- Eloğlu = Sohn des Fremden
- Elvan = mehrfarbig, bunt, auch männlicher und weiblicher Vorname
- Emir = Fürst
- Emre = Kamerad (u. a.), auch männlicher Vorname
- Engin = weit, endlos, grenzenlos ausgedehnt, auch männlicher und (selten) weiblicher Vorname
- Er = Mann, (einfacher) Soldat, auch Bestandteil männlicher Vornamen
- Eralp = ein tapferer Mann, auch männlicher Vorname
- Eraydın = ein gebildeter Mensch, auch männlicher Vorname
- Erbakan = er („Mann, Soldat“) und bakan („Minister“)
- Erbay = angesehen, reich, auch männlicher und weiblicher Vorname
- Erbil = der Name eines Stammesvolkes aus Ostanatolien, auch männlicher Vorname
- Ercan = der Mutige, auch männlicher Vorname
- Erdal = der alleinige Mann, auch männlicher Vorname
- Erdem = Anstand, Tugend, auch männlicher Vorname
- Erden = unberührt, unbefleckt, auch männlicher und weiblicher Vorname
- Erdil = beherzt, mutig, furchtlos, entschlossen, auch männlicher Vorname
- Erdoğan = tapfer, mutig, beherzt, als Soldat (Kämpfer) geboren; auch männlicher Vorname
- Eren = Held, auch männlicher Vorname
- Ergun = schnell, rasch; flink, gewandt (u. a.), auch männlicher Vorname
- Ergün = fügsam, auch männlicher und weiblicher Vorname
- Erkan = Admiral, General, auch männlicher Vorname
- Erkin = unabhängig, frei, auch männlicher und weiblicher Vorname
- Erkmen = stark, kräftig, mächtig; eindrucksvoll, auch männlicher Vorname
- Eroğlu = Sohn des Tapferen
- Erol = sei ein Mann, auch männlicher Vorname
- Erten = Wohlstand (u. a.), auch männlicher und weiblicher Vorname
- Ertuğrul = auch männlicher Vorname
- Ertürk = ein tapferer Türke, auch männlicher Vorname
- Eryılmaz = auch männlicher Vorname
- Esen = gesund, wohlbehalten, auch männlicher und weiblicher Vorname
- Eyüboğlu = Sohn des Eyüp

## F
- Feyzioğlu = Sohn des Feyzi
- Fidan = Spross, Sprössling, auch weiblicher Vorname
- Fırat = der Fluss Euphrat, auch männlicher Vorname

## G
- Genç = jung, jugendlich, auch männlicher Vorname
- Gençalp = ein junger Held, auch männlicher Vorname
- Gencer = der junge Mann, auch männlicher Vorname
- Gençerler = junge Männer / Soldaten
- Gök = der Himmel, auch weiblicher Vorname
- Gökay = Person mit blauen Augen, auch männlicher und weiblicher Vorname
- Gökcan = der Blauäugige, auch männlicher Vorname
- Gökçe = blau; angenehm, auch männlicher und weiblicher Vorname
- Gökçen = schön, hübsch, angenehm, auch männlicher und weiblicher Vorname
- Göker = der Blauäugige, auch männlicher Vorname
- Gökhan = der Himmelsherrscher (Khan), auch männlicher Vorname
- Göksel = himmlisch, „Himmelsflut“, auch männlicher und weiblicher Vorname
- Göksu = blaues Wasser, auch männlicher und weiblicher Vorname
- Göktan = die Zeit der Morgendämmerung, auch männlicher Vorname
- Göktürk = himmlischer Türke, auch männlicher Vorname
- Gönül = Herz (als Metapher), auch weiblicher Vorname
- Güçlü = stark, kräftig, auch männlicher Vorname
- Gül = Rose, auch weiblicher Vorname
- Gülay = Rosenmond, auch weiblicher Vorname
- Güler = glücklich, auch weiblicher Vorname
- Günal = auch männlicher und weiblicher Vorname
- Güner = Zeit der Morgendämmerung, auch männlicher und weiblicher Vorname
- Güneş = Sonne, auch männlicher und weiblicher Vorname
- Gürkan = lebendige, vollblütige Person, auch männlicher Vorname
- Güven = Vertrauen; Mut, auch männlicher und weiblicher Vorname
- Güzel = Schönheit, auch weiblicher Vorname

## H
- Heper = auch männlicher Vorname
- Hulusi = aufrichtig, herzlich, auch männlicher Vorname
- Hanedar = unbekannte Bedeutung, Han könnte die Bedeutung von „Khan“ haben.

## I
- İnan = der Glaube, auch männlicher und weiblicher Vorname
- İnanç = Vertrauen, Glauben, auch männlicher und weiblicher Vorname
- İnce = schlank, auch männlicher und weiblicher Vorname
- İnci = Perle, auch weiblicher Vorname
- İnönü
- İpekçi = Seidenhändler, Seidenraupenzüchter, Seidenweber
- İpekkaya = gebildet aus İpek und kaya

## K
- Kahraman = Held, auch männlicher Vorname
- Kahveci = Kaffeehausbesitzer
- Kaplan = Tiger, auch männlicher Vorname
- Kara = schwarz, dunkel, auch männlicher Vorname
- Karabulut = dunkle Wolke, auch männlicher Vorname
- Karaca = Reh, auch weiblicher und männlicher Vorname
- Karadeniz = Schwarzes Meer, auch männlicher Vorname
- Karakaş = schwarze Augenbrauen, auch männlicher Vorname
- Karakoç = dunkler junger Mann, auch männlicher Vorname
- Karataş = schwarzer Stein, auch männlicher Vorname
- Kasapoğlu = Sohn des Fleischers
- Kaya = Fels, auch männlicher Vorname
- Kayacan = stark wie ein Stein, auch männlicher Vorname
- Kayalı = felsig
- Kayhan = der starke und mächtige Herrscher, auch männlicher Vorname
- Kaynak = Quelle, auch männlicher Vorname
- Keser = türkisch „keser“ = kommt vom Inf. kesmek = schneiden, Keser = Breit-, Querbeil, Krummhaue
- Kılıç = das Schwert, auch männlicher Vorname
- Kıraç = dünn, hager, mager, auch männlicher Vorname
- Koç = der Widder, auch männlicher Vorname
- Koca = groß, alt, weise, auch Ehemann
- Kocabey = Koca + bey, auch männlicher Vorname
- Kocaoğlu = Sohn des Koca
- Koçoğlu = Sohn des Koç
- Korkmaz = der Furchtlose, auch männlicher Vorname
- Koyuncu = Schafzüchter
- Küçük = klein, (auch) jung
- Kurt = Wolf
- Kuzu = Lamm

## L
- Levent = stattliche, ansehnliche Person, auch männlicher Vorname

## M
- Melek = Engel, auch weiblicher Vorname
- Memiş = auch männlicher Vorname
- Meral = Rehkitz, auch weiblicher und männlicher Vorname
- Mercan = Koralle, auch weiblicher Vorname
- Mutlu = glücklich, auch männlicher und weiblicher Vorname

## N
- Noyan = Oberbefehlshaber, Führer, Herr, auch männlicher Vorname

## O
- Oğuz = rein und gut erschaffen, stabil, stark, auch männlicher Vorname
- Okan = verständnisvoll, auch männlicher Vorname
- Öksüz = Waise, verwaist, elternlos, allein
- Oktay = ein Mann, der so stark wie ein Pfeil ist, auch männlicher Vorname
- Okur = der Leser, die Leserin, auch männlicher Vorname
- Okyar = rege; treuer Freund, auch männlicher Vorname
- Ölmez = unsterblich, ewig, unvergänglich, unverweslich, auch männlicher und weiblicher Vorname
- Ömür = das Leben, auch männlicher und weiblicher Vorname
- Önal = der Vorgenommene, das Beispiel, Vorbild, auch männlicher und weiblicher Vorname
- Onur = Ehre, Stolz, auch männlicher Vorname
- Orhan = Stadtverwalter, Stadtrichter, auch männlicher Vorname
- Örnek = Vorbild, Modell, auch männlicher und weiblicher Vorname
- Oya = Häkelspitze, Zierspitze, auch weiblicher Vorname
- Öymen = ein häuslicher Mensch, auch männlicher Vorname
- Ozan = Dichter, Poet, auch männlicher Vorname
- Özcan = ursprüngliche Seele, auch männlicher Vorname
- Özdal = der Freie, der Unabhängige, auch männlicher und weiblicher Vorname
- Özden, auch männlicher und weiblicher Vorname
- Özdil = aufrichtig befreundet, auch männlicher Vorname
- Özen = Sorgfalt, Pflege, auch männlicher und weiblicher Vorname
- Özer = ein heldenmütiger und ehrlicher Mensch, auch männlicher Vorname
- Özgür = auch männlicher und weiblicher Vorname
- Özkan = edles Blut, auch männlicher Vorname
- Özlü = echt; aufrichtig, auch männlicher und weiblicher Vorname
- Özoğuz = ein wahrer Held, auch männlicher Vorname
- Öztekin = ein Einzigartiger, auch männlicher Vorname
- Öztürk = echter Türke/reiner Türke/Ur-Türke, auch männlicher Vorname
- Özdemir = Öz = Pur/Rein, Demir = Eisen, Reineisen, auch männlicher Vorname

## P
- Pamuk = Baumwolle, auch weiblicher Vorname
- Pınar = Quelle, auch weiblicher Vorname

## S
- Sağlam = gesund bzw. zuverlässig, auch männlicher Vorname
- Şahin = Bussard, auch männlicher Vorname (seltener auch Şahan)
- Şahinkaya = Bussardfelsen
- Samet = der Unabhängige, auch männlicher Vorname
- Sancar, auch Sançar = Sieger, auch männlicher Vorname
- Sarı = gelb; blond
- Sarıkaya = stark und blond, auch männlicher Vorname
- Sarp = aufrecht, schwer zu überwinden
- Sarper = der Starke, der Unüberwindbare, auch männlicher Vorname
- Şaşmaz = unfehlbar, untrüglich
- Sayar = auch weiblicher Vorname
- Saygun = angesehen, auch männlicher und weiblicher Vorname
- Sayın = geehrt, verehrt, auch männlicher und weiblicher Vorname
- Seçkin = herausragend, vornehm, ausgezeichnet, auch männlicher und weiblicher Vorname
- Selen = gute Nachricht; Reichtum, Überfluss, auch männlicher und weiblicher Vorname
- Şen = fröhlich, heiter, lustig, auch männlicher und weiblicher Vorname
- Şener = froher Mann, auch männlicher Vorname
- Seyhan = die Flüsse, auch männlicher und weiblicher Vorname
- Sezer = auch männlicher und weiblicher Vorname
- Şimşek = Blitz, auch männlicher Vorname
- Sinanoğlu = Sohn des Sinan
- Sofuoğlu = Sohn des Frommen
- Solak = Linkshänder
- Sönmez = auch männlicher und weiblicher Vorname
- Soylu = edel, adelig, erhaben, auch männlicher Vorname
- Soysal = kultiviert, zivilisiert, auch männlicher Vorname
- Sükan = kräftig, stark, mächtig; tapfer, auch männlicher Vorname
- Süleymanoğlu = Sohn des Süleyman
- Sümer = auch männlicher und weiblicher Vorname

## T
- Tamer = ein geachteter Mensch, auch männlicher Vorname
- Taner = ein strahlender Held, auch männlicher Vorname
- Tanrıkulu = Knecht Gottes, auch männlicher Vorname
- Tarhan = auch männlicher Vorname (verschiedene Bedeutungen)
- Taş = Stein
- Taşdemir = ein steinharter und eiserner Mensch, auch männlicher Vorname
- Taşkın = überströmend, auch männlicher Vorname
- Tekin = der Zuverlässige, auch männlicher Vorname
- Temel = Grundlage, Fundament, auch männlicher Vorname
- Tezcan = ungeduldig, aufgeregt, auch männlicher und weiblicher Vorname
- Tezel = geschickt, gewandt, auch männlicher und weiblicher Vorname
- Tınaz = Gras- bzw. Heu- oder Strohhaufen, auch männlicher Vorname
- Togay = Vollmond, aufgehender Mond oder Mondaufgang, auch männlicher Vorname
- Tok = satt, auch männlicher Vorname
- Toksöz = Tok + söz
- Topaloğlu = Sohn des Topal
- Topçu = Artillerist
- Toprak = Erdboden, auch männlicher und weiblicher Vorname
- Toptaş = Top + taş
- Topuz = Türklopfer, Keule, auch männlicher Vorname
- Tosun = gesund, stämmig, auch männlicher Vorname
- Tufan = Sintflut, auch männlicher Vorname
- Tuna = prachtvoll, stattlich; Donau; auch männlicher und weiblicher Vorname
- Tunç = Bronze, auch männlicher Vorname
- Türel = das Recht (Gesetz) betreffend, auch männlicher Vorname
- Turgut = Gebäude oder Ort, an dem man wohnt, auch männlicher Vorname
- Türkan = Königin; schönes Mädchen, auch weiblicher Vorname
- Türkoğlu = Sohn des Türken

## U
- Uğur = Glück, auch männlicher und weiblicher Vorname
- Uluç = geachtet, angesehen, auch männlicher Vorname
- Ulusoy = von untadeliger Abstammung, auch männlicher Vorname
- Umut = Wunsch, Hoffnung, auch (meist männlicher) Vorname
- Ünal = werde berühmt, auch männlicher und weiblicher Vorname
- Üner = eine bekannte, anerkannte Person, auch männlicher Vorname
- Ünlü = berühmt, auch männlicher und weiblicher Vorname
- Ünsal = auch männlicher und weiblicher Vorname
- Ünver = auch männlicher und weiblicher Vorname
- Ural = auch männlicher Vorname
- Uraz = Schicksal, Chance, Glück, auch männlicher Vorname
- Uslu = vernünftig, artig, brav, auch männlicher und weiblicher Vorname
- Usta = Meister/meisterhaft, auch männlicher Vorname
- Uygun = passend, geeignet, auch männlicher Vorname
- Uygur = kultiviert, zivilisiert, auch männlicher und weiblicher Vorname
- Uysal = friedlich, sanftmütig, auch männlicher und weiblicher Vorname
- Uzun = groß, lang
- Uzunoğlu = Sohn des großen (Mannes)

## V
- Varol = zu leben beginnen, auch männlicher Vorname
- Vural = schlag und nimm, auch männlicher Vorname

## Y
- Yalçınkaya = steiler Felsen
- Yaman = fabelhaft, wunderbar, auch männlicher Vorname
- Yanar = brennend, auch männlicher Vorname
- Yankı = Echo, Reflexion, auch männlicher Vorname
- Yaşar = unsterblich (u. a.), auch männlicher und weiblicher Vorname
- Yazar = Schriftsteller, Autor, Verfasser, auch männlicher Vorname
- Yazıcı = Schreiber bzw. Drucker
- Yazıcıoğlu = Sohn des Yazıcı
- Yelken = Segel
- Yeşilçay = Grünes Flüsschen / grüner Tee
- Yiğit = Stärke, Held, auch männlicher Vorname
- Yıldırım = Blitz; Beiname von Sultan Bayezid I., auch männlicher Vorname
- Yıldız = Stern, auch weiblicher Vorname
- Yılmaz = unerschrocken, furchtlos, unbeugsam, auch männlicher Vorname
- Yılmazer = unerschrockener, furchtloser Kämpfer
- Yolcu = Reisender, Passagier, auch männlicher Vorname
- Yörük = Nomade, auch männlicher Vorname
- Yüce = hoch, erhaben, auch männlicher und weiblicher Vorname
- Yüksel = Steigerung, auch männlicher und weiblicher Vorname
- Yusufoğlu = Sohn des Yusuf (Josef)

## Z
- Zafer = Sieg, auch männlicher Vorname
- Zengin = reich, reichhaltig, auch männlicher Vorname